# Sulfid
Sulfider är inom oorganisk kemi svavelföreningar som innehåller sulfidjonen S2–. De är salter av svavelväte. De flesta sulfider kan framställas genom direkt reaktion mellan grundämnet och svavel. De flesta metallsulfider är ytterst svårlösliga och en del är vackert färgade. På grund av dessa egenskaper har de traditionellt använts vid kvalitativ analys av metalljoner. Flera sulfider är viktiga mineral av stor kommersiell betydelse – se sulfidmineral.